# Фиалковый астрильд
Фиалковый астрильд (лат. Granatina ianthinogaster) — вид птиц из семейства вьюрковых ткачиков. Обычен в Восточной Африке.

## Распространение
Эфиопия, Кения, Сомали, Южный Судан, Танзания и Уганда.

## Описание
Длина тела в среднем 13,3 см. У птиц чёрные хвосты, у взрослых особей — красные клювы. Самцы крупнее самок, у них коричные голова и шея, вокруг глаза — синее пятно. Самки мельче, окрашены в коричный цвет, кроме белых «кальсонов» и серебряно-голубых пятен у глаз.
Филогения Uraeginthus granatinus была описана Antonio Arnaiz-Villena et al..